# Clemens Krauss
Clemens Heinrich Krauss (n. 31 martie 1893, Viena, Austro-Ungaria – d. 16 mai 1954, Ciudad de México, Mexic) a fost un dirijor austriac și director de operă. Numele lui este asociat mai ales cu cel al compozitorului Richard Strauss.

## Biografie
A fost fiul unei dansatoare și cântărețe de la Hofoper Viena und a și-a început și el cariera muzicală ca băiat de cor. A studiat la Conservatorul din Viena pianul, compoziție și dirijat de cor. În 1913 a devenit director de cor la Brünn (în prezent Brno). În perioada următoare, Krauss a activat în diferite orașe (Riga, Nürnberg, Stettin (în prezent Szczecin), Graz și iarăși Viena) iar din 1924 până în 1929 este șeful operei din Frankfurt. 
Krauss a început tradiția Concertului de Anul Nou a filarmonicii de la Viena, concert care a avut pentru prima dată loc la 31 decembrie 1939, iar din 1941 de Anul Nou.
Krauss a fost căsătorit cu soprana română Viorica Ursuleac. Este înmormântat la Ehrwald, Tirol.